# Kozelník
Kozelník é um município da Eslováquia, situado no distrito de Banská Štiavnica, na região de Banská Bystrica. Tem 9,01 km² de área e sua população em 2018 foi estimada em 162 habitantes.

## Demografia
| Ano:        | 1994 | 2004   | 2014    | 2024   |
| ----------- | ---- | ------ | ------- | ------ |
| Broj ljudi: | 213  | 205    | 177     | 174    |
| Razlika:    |      | -3,75% | -13,65% | -1,69% |

| Ano:               | 2023 | 2024   |
| ------------------ | ---- | ------ |
| Número de pessoas: | 167  | 174    |
| Diferença:         |      | +4,19% |